# 노동 착취
노동 착취(勞動 搾取, 영어: exploitation of labour)란 계급 사회에서 하위 계급의 노동으로 만들어진 생산물을 상위 계급이 정당한 대가를 지불하지 않고 취득하는 것을 말한다.

## 역사
인간을 노예로 착취하는 체계는 수메르, 그리스, 로마 등 고대 세계에도 존재했다. 중세의 농노제에 의한 착취도 이에 비견할 수 있다. 서양 제국주의 국가들이 식민지에서 돈이 되는 작물들만 골라서 심은 플랜테이션(계획농업)에 의한 강제노동도 노예적 착취에 기반한다. 현대에 와서는 나치의 강제수용소, 옛 소비에트 연방의 굴라그, 동유럽과 중국의 사상 개조시설 등이 노예적 착취의 예로 들어질 수 있다.
이와 같이 착취는 보통 하위 계급이 상위 계급에게 노동 생산물을 바쳐야 할 의무를 규정하고, 강제하는 방식으로 이뤄졌다. 하지만 카를 마르크스는 시장경제와 같이 그런 의무가 규정되지 않은 사회에서도 노동 생산물에 정당한 대가가 지불되지 않는 착취가 일어날 수 있다고 주장했다.

### 마르크스주의 정치경제학

#### 착취발생과정
마르크스주의 정치경제학에서 착취가 발생하는 과정은 먼저 애덤 스미스의 보이지 않는 손 이론에 따라 전개된다. 완전 경쟁 시장에서는 여러 생산자와 여러 소비자가 시장에 참여하며, 소비자는 같은 상품을 더 싸게 파는 생산자를 찾아 이동한다. 상품의 생산 원가에 많은 이윤을 붙여 파는 생산자는 곧 소비자가 찾지 않게 되어 도태되고, 상품에 이윤을 덜 붙여 파는 생산자만이 살아남게 된다. 한편 상품의 생산 원가보다 낮은 가격에 상품을 파는 생산자 역시 이윤을 남길 수 없어 도태된다. 결국 상품의 가격은 오르락내리락하다가 상품의 최저 생산 비용에 근접한 수준에서 결정된다는 것이 마르크스가 세운 첫째 명제였다.

#### 자본가와 노동자
마르크스는 노동 역시 이런 보이지 않는 손 이론에 따라 거래된다는 점에 주목했다. 마르크스주의 정치경제학에서는 시장 경제의 참가자를 두 부류로 나누는데, 두 부류는 각각 생산 수단(토지, 공장 등)을 소유한 자본가(부르주아지)와 생산 수단을 소유하지 못해 노동 이외에는 시장에 내다 팔 것이 없는 노동자(프롤레타리아)이다. 노동자는 노동을 자본가에게 팔고 그 대가로 임금을 받는다. 즉 노동자는 노동이라는 상품의 생산자이고, 자본가는 노동이라는 상품의 소비자인 셈이다. 완전 경쟁 시장에서 상품의 가격은 상품의 최저 생산 비용에 근접한 수준에서 결정되므로, 노동의 임금 역시 노동의 최저 생산 비용, 즉 노동자의 최저 생존 비용에 근접한 수준에서 결정된다. 이때 노동자는 최저 생존 비용 이상의 값어치가 있는 노동 생산물을 만들어냈더라도 임금은 여전히 최저 생존 비용 이상을 받을 수 없는데, 그 이유는 앞서 정의된 바와 같이 노동자가 노동 이외에는 시장에 내다 팔 것이 없기에 생존을 위해서는 반드시 임금 노동을 해야 하는 반면 자본가는 생산 수단을 소유하고 있기 때문에 노동자를 고용하지 않아도 생존에 지장이 없기 때문이다(최후의 수단으로 자본가는 생산 수단을 매각하여 생존 비용을 충당할 수도 있다.)

#### 의미
마르크스는 〈임금 노동과 자본〉, 〈자본론〉 등의 저서에서 이와 같이 밝혀, 법적·제도적으로 상위계급의 착취가 보장되어 있지 않은 자유로운 시장 경제에서도 착취가 자연스럽게 일어날 수 있음을 논증했다. 이는 산업 혁명을 전후해 유럽 노동자들의 비참한 삶의 발생 원인에 대한 첫 과학적 분석이었고, 훗날 자본주의 사회에서도 노동 조합이 합법적으로 인정되고 최저임금제가 도입되도록 하는 이론적 기반이 되었다.

## 같이 보기
- 스웨트샵
  - 나이키 스웨트샵 사태(영어판)
- 아동 노동
- 아동 학대
- 임금 착취